# Metacheiromys
Metacheiromys es un género de mamífero folidotos extintos de la familia de los metaqueirómidos que vivieron durante el Eoceno Medio en lo que ahora es Norteamérica. Se han encontrado fósiles en Wyoming.

## Especies
- Metacheiromys dasypus Osborn, 1904 - sinónimo: Metacheiromys osborni.
- Metacheiromys marshi (especie tipo); Wortman, 1903 - sinónimo: Metacheiromys tatusia.

- Datos: Q509726
- Multimedia: Metacheiromys / Q509726